# Held der Ukraine
Der Titel Held der Ukraine (ukrainisch Герой України) ist die höchste Auszeichnung, die durch den ukrainischen Staat verliehen werden kann.

## Überblick
Der Titel wurde per Dekret Nr. 944/1998 vom 23. August 1998 anlässlich des 7. Jahrestages der Unabhängigkeit der Ukraine vom Präsidenten Leonid Kutschma eingeführt und wird für Heldentum (Goldener Stern) oder für große Leistungen (Staatspreis) an Bürger der Ukraine verliehen.
Ähnliche Titel nach dem Vorbild des sowjetischen Ordens Held der Sowjetunion gibt es in vielen osteuropäischen Staaten.
Personen, denen der Titel „Held der Ukraine“ für die Ausführung einer herausragenden Heldentat (Goldener Stern) verliehen wurde (oder wenn verstorben, deren Familienangehörige), erhalten eine einmalige Pauschalzahlung in Höhe des 50-fachen des Existenzminimums für erwerbsfähige Personen.

## Verleihungen
Borys Paton erhielt 1998 als Erster diesen Titel. Nach einer Gesetzesänderung wurde am 13. Juni 2017 dem Belarussen Michail Schysneuski ausnahmsweise als erstem Ausländer postum der Titel eines Helden der Ukraine verliehen.
Bis Dezember 2021 wurde insgesamt 496 Bürgern (458 Männer und 38 Frauen; 204 postum) der Titel „Held der Ukraine“ verliehen, von denen 225 den Goldenen Stern erhielten.
Unter Präsident Leonid Kutschma wurden 132 Bürger ausgezeichnet, unter Wiktor Juschtschenko 114, Wiktor Janukowytsch verlieh den Titel 40-mal, unter Präsident Petro Poroschenko wurde der Titel 163-mal und unter Wolodymyr Selenskyj bis Juni 2022 197-mal verliehen.

## Träger des Ordens

### Verteilung nach Verleihungsjahr
Quelle:
| Träger nach Verleihungsjahr |
| Träger des Ordens: 1998 • 1999 • 2000 • 2001 • 2002 • 2003 • 2004 • 2005 • 2006 • 2007 • 2008 • 2009 • 2010 • 2011 • 2012 • 2013 • 2014 • 2015 • 2016 • 2017 • 2018 • 2019 • 2020 • 2021 • 2022 • |
| Siehe auch • Weblinks • Einzelnachweise |

### Namensliste
(Nach Verleihungsjahr)

### 1998
- Borys Paton[7], Wissenschaftler, Spezialist im Bereich des elektrischen Schweißens (1918–2020)

### 1999
- Ljubow Mala,[8] Medizinerin (1919–2003)
- Witalij Sazkyj, Unternehmer (1930–2017)
- Wolodymyr Sitschowyj,[9] Ingenieur, Unternehmer (1929–2005)
- Semen Antonez,[10] Unternehmer (1935–2022)
- Oleksandr Halunenko,[11] Testpilot, Politiker (* 1946)
- Mychajlo Hordowenko,[12] Bergmann (1940–2021)
- Serhij Henijewskyj,[13] Bergmann (* 1958)
- Kateryna Hordijtschuk, Melkerin (1950–2016)
- Stanislaw Strebko,[14] Politiker (1937–2008)
- Wassyl Petrynjuk,[15] Wirtschaftswissenschaftler, Unternehmer (* 1952)
- Alfred Koslowskyj,[16] Unternehmer (1929–2013)
- Wiktor Skopenko, Chemiker und Universitätsrektor (1935–2010)
- Heorhij Skudar,[17] Unternehmer und Politiker (* 1942)
- Iwan Saporoschez,[18] Unternehmer (1940–2020)
- Luka Suschko,[19] General (1919–2011)
- Iwan Herassymow,[20] General und Politiker (1921–2008)
- Leonid Kadenjuk, Astronaut (1951–2018)
- Anatolij Mjalyzja, Flugzeugkonstrukteur (1940–2021)
- Petro Balabujew, Flugzeugkonstrukteur (1931–2007)

### 2000
- Mykola Pawljuk, Hafenleiter von Odessa, Politiker (* 1940)
- Wjatscheslaw Bohuslajew, Unternehmer und Politiker (* 1938)
- Petro Tronko, Historiker und Politiker (1915–2011)
- Wolodymyr Filiptschuk, Unternehmer (1940–2019)
- Oleksandr Wosianow, Mediziner (1938–2018)
- Wjatscheslaw Tschornowil, Dissident, Menschenrechtler und Journalist (1937–1999, posthum)
- Mychajlo Borysjuk, Maschinenbauingenieur, Unternehmer (1934–2024)
- Wolodymyr Litwinow, Politiker (* 1949)
- Mykola Rudenko, Dissident, Menschenrechtsaktivist und Autor (1920–2004)[21]

### 2001
- Serhij Bubka, Stabhochspringer und Sportfunktionär (* 1963)
- Tetjana Jablonska, Kunstmalerin (1917–2005)
- Oleksandr Bilasch, Komponist und Dichter (1931–2003)
- Iwan Dsjuba, Literaturkritiker, sozialer Aktivist, Dissident (1931–2022)
- Tamara Proschkuratowa, Pädagogin, Politikerin (* 1958)
- Iwan Pljuschtsch, Politiker (1941–2014)
- Leonid Krawtschuk, Präsident der Ukraine (1934–2022)
- Oleksandr Omeltschenko, Politiker, Bürgermeister Kiews (1938–2021)
- Jewhen Beresnjak, Generalmajor (1914–2013)
- Wolodymyr Kosjawkin, Neurologe und Orthopäde (1947–2022)
- Jurij Tischkow, Militärtestpilot (* 1948)
- Serhij Roditjeljew, Bergmann (* 1958)
- Hennadij Astrow-Schumilow, Unternehmer und Politiker (1937–2011)
- Pawlo Soltus, Bergmann (* 1962)
- Pawlyna Schapowalenko, Melkerin (1949–2020)
- Anatolij Lawrynenko, Landarbeiter (* 1953)
- Mykola Bjalyk, Unternehmer und Politiker (1952–2013)
- Sinajida Hryschko, Unternehmerin und Politikerin (* 1948)
- Jurij Baranow, Unternehmer (* 1934)
- Wolodymyr Mursenko, Bergmann (1937–2017)

### 2002
- Wassyl Tkatschuk, Agrarunternehmer, Politiker (1933–2015)
- Oleksandr Korostaschow, Agrarfunktionär (1942–2021)
- Mykola Kolessa, Komponist, Dirigent und Pädagoge (1903–2006)
- Iwan Kopytschaj, Unternehmer (1937–2009)
- Albina Derjuhina, Nationaltrainerin für rhythmische Sportgymnastik, Sportfunktionärin (1932–2023)
- Awgustyn Woloschyn, Politiker, Lehrer und Schriftsteller (1874–1945, posthum)
- Anatolij Kryworutschko, Agrarunternehmer, Politiker (1947–2014)
- Anatolij Franzus, Generalmajor der Polizei, Jurist, Politiker (1954–2025)
- Hryhorij Bondar, Mediziner, Universitätsrektor (1932–2014)
- Heorhij Kirpa, Eisenbahner und Politiker (1946–2004)
- Walerij Lobanowskyj, Fußballnationaltrainer (1939–2002, posthum)
- Oleksandr Katschura, Ingenieur, Unternehmer (* 1935)
- Sofija Rotaru, Popsängerin und Schauspielerin (* 1947)
- Fedir Murawtschenko, Maschinenbauingenieur (1929–2010)
- Anatolij Buhajez, Unternehmer (1940–2011)
- Jurij Aleksjejew, Generaldirektor der Raumfahrtagentur der Ukraine (* 1948)
- Wolodymyr Komanow, Unternehmer (1938–2019)
- Fedir Iwanow, Agrarunternehmer (1940–2005)
- Semen Potaschnyk, Unternehmer (1930–2025)
- Dmytro Motornyj, Agrarunternehmer, Politiker (1927–2018)
- Oleksij Prylipka, Agrarunternehmer (1944–2024)
- Oleksandr Borowyk, Agrarunternehmer (1938–2018)
- Anatolij Patschewskyj, Agrarunternehmer (1939–2017)
- Wolodymyr Didkiwskyj, Agrarunternehmer (1953–2023)
- Anatolij Wujtschyzkyj, Agrarunternehmer (1936–2020)

### 2003
- Juchym Swjahilskyj, Politiker (1933–2021)
- Wassyl Melnykow, Soldat, Fallschirmspringer (1977–2002, posthum)
- Mykola Jankowskyj, Unternehmer, Professor und Politiker (* 1944)
- Wolodymyr Bojko, Unternehmer, Politiker (1938–2015[22])
- Wolodymyr Poljatschenko, Unternehmer, Politiker (1938–2012)
- Anatolij Awdijewskyj, Chorleiter, Komponist (1933–2016)
- Wassyl Moros, Mediziner, Universitätsrektor (* 1942)
- Oleksandr Roi, Bergmann (* 1957)
- Tetjana Sassucha, Politikerin (* 1964)
- Mykola Hrynow, Bergmann (* 1954)
- Rajisa Kyrytschenko, Sängerin (1943–2005)
- Dmytro Melnytschuk, Agrarwissenschaftler, Universitätsrektor (* 1943)
- Mykola Wassyltschenko, Agrarunternehmer, Politiker (* 1946)
- Wiktor Silezkyj, Agrarunternehmer, Politiker (1950–2018)
- Wiktor Synjakow, Stahlarbeiter (* 1956)
- Mykola Surhai, Politiker (1933–2009)

### 2004
- Wolodymyr Lukjanenko, Politiker, Wissenschaftler und Unternehmer (* 1937)
- Jaroslaw Mykytyn, Maschinenbauingenieur (* 1943)
- Stanislaw Konjuchow, Raketentechniker (1937–2011)
- Mykola Orlenko, Restaurator (* 1947)
- Jurij Bondin, Unternehmer (* 1946)
- Leonid Lytwynow, Unternehmer, Politiker (* 1944)
- Wiktor Schtschehol, Unternehmer (* 1951)
- Mychajlo Kostjutschenko, Produktionsleiter (1930–2021)
- Oleksandr Wladymyrenko, Stahlarbeiter (* 1955)
- Serhij Tulub, Politiker, (* 1953)
- Jana Klotschkowa, Olympiasiegerin im Schwimmen (* 1982)
- Wassyl Tazij, Universitätsrektor (1940–2022)
- Oleksandr Schdanow, Unternehmer (* 1939)
- Myroslaw Wantuch, Choreograph (* 1939)
- Petro Iwaschtschuk, Agrarunternehmer (* 1951)
- Jaroslaw Schwed, Agrarunternehmer (* 1949)
- Tetjana Moltschanowa, Agrarunternehmer (* 1949)
- Leonid Jakowyschyn, Agrarunternehmer (1939–2025)
- Oleksandr Bartjenjew, Bürgermeister (1956–2013)
- Jurij Bojko, Unternehmer, Politiker (* 1958)
- Pawlo Sahrebelnyj, Schriftsteller (1924–2009)
- Leonid Baisarow, Unternehmer, Politiker (* 1947)
- Jurij Bilobrow, Maschinenbaukonstrukteur (* 1943)
- Dmytro Pawlytschko, Dichter, Übersetzer, Literaturkritiker, Diplomat und Politiker (1929–2023)
- Fewsi Jakubow, Universitätsrektor (1937–2019)
- Lew Wenedyktow, Chorleiter (1924–2017)
- Wolodymyr Petrenko, Ingenieurwissenschaftler, Politiker und Unternehmensmanager (* 1944)
- Wiktor Smyrnow, Paralympischer Schwimmer (* 1986)
- Wolodymyr Matwijenko, Unternehmer, Nationalbankpräsident (* 1938)
- Iwan Wuschynskyj, Unternehmer (* 1955)
- Wiktor Ostaptschuk, Eisenbahndirektor, Politiker (* 1955)
- Hennadij Knyschow, Mediziner, Wissenschaftler (1934–2015)
- Oleksandr Kudrewytsch, Unternehmer (* 1952)
- Anatolij Holowko, Unternehmer (* 1952)
- Petro Sabluk, Institutsdirektor (* 1941)
- Tetjana Korost, Unternehmerin (* 1954)
- Wolodymyr Wydobora, Unternehmer, Professor, Kommunalpolitiker (1941–2017)
- Mykola Hawrylenkow, Unternehmer (1933–2024)
- Wolodymyr Lytwyn, Politiker (* 1956)
- Andrij Schewtschenko, Fußballspieler (* 1976)
- Vitali Klitschko, Boxer, Politiker (* 1971)

### 2005
- Iwan Danylenko, Unternehmer (1937–2019)
- Maksym Hulyj, Biologe (1905–2007)
- Mychajlo Sikorskyj, Direktor eines historischen Schutzgebietes (1923–2011)
- Dmytro Hnatjuk, Opernsänger (1925–2016)
- Lewko Lukjanenko[23], Dissident, Bürgerrechtler, Politiker, Diplomat und Schriftsteller (1928–2018)
- Alexei Berest, Rotarmist (1921–1970, posthum)
- Oleksandr Momotenko, Rotarmist, Leiter einer Veteranenorganisation (1915–2012)
- Borys Wosnyzkyj, Direktor der Lemberger Kunstgalerie (1926–2012)
- Oleksandr Schalimow, Chirurg (1918–2006)
- Wadym Hetman, Präsident der Nationalbank (1935–1998, posthum)
- Oles Hontschar, Schriftsteller, Literaturkritiker und sozialer Aktivist (1918–1995, posthum)
- Heorhij Gongadse, Journalist (1969–2000)
- Ihor Juchnowskyj[24], Wissenschaftler, Politiker und Staatsmann (1925–2024)
- Mychajlo Doroschko, Bergmann (* 1949)
- Borys Olijnyk[25], Dichter, Übersetzer, Politiker (1935–2017)
- Wassyl Stus, Dichter und Publizist (1938–1985, posthum)
- Oleksandr Sylyn, Architekt (1913–2007)

### 2006
- Nina Matwijenko, Sängerin (1947–2023)
- Iwan Spodarenko, Journalist, Politiker (1931–2009)
- Olena Jurkowska; Paralympics-Siegerin (* 1983)
- Mykola Waschtschuk, Liquidator (Tschernobyl) (1959–1986, posthum)
- Wassyl Ihnatenko, Liquidator (Tschernobyl) (1961–1986, posthum)
- Oleksandr Leletschenko, Stellv. Leiter der Elektroabteilung des KKW Tschernobyl (1938–1986, posthum)
- Mykola Tytenok, Liquidator (Tschernobyl) (1962–1986, posthum)
- Wolodymyr Tischura, Liquidator (Tschernobyl) (1959–1986, posthum)
- Mychajlo Wassylyschyn, Rotarmist (1910–1945, posthum)
- Jewhenija Miroschnytschenko, Opernsängerin (1931–2009)
- Wolodymyr Nikolajew, Ingenieur, "Blutspender" (* 1945)
- Wira Rojik, Meisterin der künstlerischen Stickerei (1911–2010)
- Wiktor Bondarew, Bergmann (* 1958)
- Wolodymyr Schewtschenko, Wissenschaftler (1941–2024)
- Jurij Schuchewytsch, Mitglied des ukrainischen Helsinki-Gruppe, Vorsitzender des UNA-UNSO (1933–2022)
- Stepan Chmara, Politiker, Menschenrechtsaktivist (1937–2024)
- Iwan Dratsch, Schriftsteller, Drehbuchautor und Bürgerrechtler. (1936–2018)
- Anatolij Pawlenko, Universitätsrektor (1940–2016)
- Walerij Orobej, Arbeiter (* 1960)
- Tetjana Markus, jüdische Untergrundkämpferin (1921–1943, posthum)
- Anatoly Shapiro, Offizier (1913–2005, posthum)
- Jewhen Pronjuk, Führer der ukrainischen Nationalbewegung, Autor, Politiker (1936–2023)
- Wolodymyr Staschys, Jurist (1925–2011)
- Walentyn Landyk, Industrieller, Wirtschaftswissenschaftler und Politiker (* 1946)
- Oleksandr Masselskyj, Politiker der USSR und der Ukraine (1936–1996, posthum)

### 2007
- Oleksa Hirnyk, ukrainischer Dissident (1912–1978, posthum)
- Jurij Orobez, Politiker (1955–2006, posthum)
- Jurij Mytropolskyj, Mathematiker und Ingenieur (1917–2008)
- Iwan Wakartschuk, Physiker, Universitätsrektor und Politiker (1947–2020)
- Kusma Derewjanko, Generalleutnant (1904–1954, posthum)
- Platon Kostjuk, Wissenschaftler und Politiker (1924–2010)
- Wjatscheslaw Brjuchowezkyj, Literaturkritiker, Universitätsrektor, Ehrenpräsident der NaUKMA (* 1947)
- Mykola Schaurow, Bergmann (* 1951)
- Ada Rohowzewa, Theater- und Filmschauspielerin (* 1937)
- Hennadij Woronowskyj, Professor, Institutsleiter, Politiker (1944–2010)
- Borys Litwak, Kommunalpolitiker, Sportlehrer (1930–2014)
- Iwan Baljuk, Unternehmer (* 1938)
- Heorhij Beresowskyj, Unternehmer, Politiker (* 1935)
- Wolodymyr Stelmach, Ökonom und Politiker (* 1939)
- Mykola Romantschuk, Unternehmer, Politiker (* 1957)
- Mykola Bahrow, Universitätsrektor, Politiker (1937–2015)
- Oleh Kryschowatschuk, Unternehmer (* 1954)
- Serhij Rudenko, Bergmann (* 1956)
- Serhij Bystrow, Bergmann (* 1959)
- Jurij Hretschycha, Maschinenschlosser bei Motor Sitsch (1954–2017)
- Roman Schuchewytsch, Politiker und Offizier der UPA (1907–1950, posthum); (2011 wurde der Titel aberkannt, Aberkennung umstritten)
- Oleksij Wadaturskyj, Unternehmer (1947–2022)[26]
- Iwan Palij, Unternehmer (1947–2009)
- Taras Schewtschenko, Unternehmer (* 1954)
- Wassyl Iwtschuk, Schulrektor, Lebensretter (1902–1938, posthum)

### 2008
- Walerij Kasakow, Universitätsrektor (1938–2019)
- Wolodymyr Morhun, Genetiker (* 1938)
- Anatoli Solowjanenko, Opernsänger (1932–1999, posthum)
- Marija Stefjuk, Sängerin (* 1948)
- Wolodymyr Chorischko, Unternehmer (* 1958)
- Wiktor Dsenserskyj, Wissenschaftler, Professor (* 1944)
- Nila Krjukowa, Schauspielerin (1943–2018)
- Jurij Kossjuk, Oligarch, Präsidentenberater (* 1968)
- Iwan Hulyj, Unternehmer (1940–2013)
- Myroslaw Skoryk, Komponist, künstlerischer Leiter der Kiewer Oper (1938–2020)
- Walerij Hretschuschkin, Bergmann, Unternehmer (* 1971)
- Borys Hrjaduschtschyj, Institutsleiter, Wissenschaftler (1932–2022)
- Wolodymyr Makarow, Bergmann (* 1962)
- Walerij Suschkewytsch, Politiker, Sportfunktionär (* 1954)
- Alla Kowalenko, Unternehmer (* 1948)
- Andrij Rowtschak, Vorsitzender einer Agrargenossenschaft (1953–2024)
- Mychajlo Schar, Bischof (* 1965)
- Hryhorij Kytastyj, Komponist, Dirigent, Banduraspieler (1907–1984, posthum)

### 2009
- Roman Iwanytschuk, Schriftsteller (1929–2016)
- Jewhen Stankowytsch, Komponist (* 1942)
- Wolodymyr Iwasjuk, Komponist, Dichter (1949–1979, posthum)
- Jurij Muschketyk, Schriftsteller (1929–2019)
- Pawlo Murawskyj, Chorleiter, Lehrer (1914–2014)
- Jurij Karassyk, Politiker, Parteivorsitzender (* 1939)
- Oleksij Poroschenko, Unternehmer, Politiker (1936–2020)[27]
- Anatolij Palamarenko, Theaterschauspieler (* 1939)
- Wassyl Sinkewytsch, Sänger (* 1945)
- Stanislaw Woitowytsch, Unternehmer (* 1965)
- Mykola Bojko, Unternehmer (* 1947)
- Oleksandr Mostipan, Verbandsfunktionär (* 1959)
- Tetjana Balahura, Lehrerin (* 1960)
- Ihor Pasitschnyk, Universitätsrektor (* 1946)
- Jewhen Sawtschuk, Chorleiter (* 1947)
- Anastasija Kobsarenko, Bibliothekarin (1934–2022)
- Petro Schyljuk, Unternehmer (* 1949)
- Ljudmyla Ljatezka, Krankenhausleiterin (1941–2020)
- Dmytro Kiwa, Flugzeugkonstrukteur (1942–2024)
- Leonid Huberskyj, Universitätsrektor (* 1941)
- Hennadij Bobow, Unternehmer, Politiker (* 1965)
- Iwan Huta, Unternehmer (* 1956)
- Jurij Melnyk, Politiker (* 1962)
- Wira Naidonowa, Unternehmerin (1948–2016)
- Wolodymyr Tschernyschenko, Unternehmer (* 1937)
- Walentyn Symonenko, Präsident des Rechnungshofes, Politiker (* 1940)
- Mychajlo Subez, Wissenschaftler, Politiker (1938–2014)

### 2010
- Stepan Bandera, Politiker und Partisan (1909–1959, posthum); (2011 wurde der Titel aberkannt, Aberkennung umstritten)
- Hryhorij Omeltschenko, Politiker, Generalleutnant (* 1951)
- Serhij Bondartschuk, politischer Aktivist, Unternehmer (* 1971)
- Wiktor Barjachtar, Wissenschaftler der theoretischen Physik (1930–2020)
- Olha Bassystjuk-Haptar, Sängerin (* 1950)
- Wolodymyr Wolikow, Bergmann (* 1953)
- Oleksandr Ryschenkow, Unternehmer (* 1950)
- Mychajlo Schapowal, Landwirtschaftsgenossenschaftsvorsitzender (* 1946)
- Ihor Jurtschenko, Bergmann (* 1965)
- Serhij Schemuk, Bergmann (* 1972)
- Iwan Schewtschenko, Bergmann (* 1967)

### 2011
- Wolodymyr Sabodan, Patriarch (1935–2014)
- Borys Bilasch, Schriftsteller, Dichter (* 1941)
- Oleksandr Kljutschnykow, Institutsdirektor (1945–2016)
- Borys Rybalko, Bergmann (* 1952)
- Mykola Stepanenko, Metallarbeiter (* 1960)
- Bohdan Stupka, Schauspieler (1941–2012)
- Serhij Troschyn, Testpilot (* 1963)
- Laryssa Schytykowa, Mathematiklehrer (* 1965)
- Wiktor Koschelnyk, Bergmann (* 1963)
- Serhij Lasurenko, Bergmann (* 1967)
- Oleksandr Odnoralenko, Bergmann (* 1970)

### 2012
- Oleksandr Batalin, Unternehmer (* 1946)
- Petro Hads, Unternehmer (* 1960)
- Oleksandr Holubenko, Universitätsrektor (* 1942)
- Walerija Saklunna-Myronenko, Schauspielerin (1942–2016)
- Mychajlo Korolenko, Unternehmer, ukr. Minister für Industriepolitik (* 1962)
- Oleksandr Minajew, Universitätsrektor (1942–2021)
- Dmytro Romanenko, Bergmann (* 1962)
- Serhij Sljussar, Bergmann (* 1980)
- Serhij Tscherwonopyskyj, Generalleutnant, Politiker (* 1957)
- Jurij Schykula, Bergmann (* 1965)

### 2013
- Oleksandr Bohdanow, Unternehmer, Kommunalpolitiker (* 1956)
- Oleksandr Mokrynskych, Bergmann (* 1972)
- Serhij Obuchow, Bergmann (* 1957)
- Wolodymyr Prys, Bergmann (* 1967)
- Wiktor Remnow, Bergmann (* 1958)
- Iwan Borymskyj, Unternehmer (* 1951)
- Mykola Matruntschyk, Unternehmer (1955–2018)
- Leonid Schyman, Unternehmer (* 1959)
- Borys Dejtsch, Politiker (1938–2022)
- Stanislaw Powaschnyj, Universitätsrektor, (1938–2014)
- Mychajlo Resnikowytsch, künstlerischer Leiter des Nationaltheaters des russischen Dramas (* 1938)

### 2014
- Serhij Kultschyzkyj, Generalmajor (1963–2014)
- Mychajlo Sabrodskyj, Generalmajor (* 1973)
- Ihor Hordijtschuk, Oberst im Generalstab (* 1972)
- Ihor Kostenko, Journalist (1991–2014)
- 105 im Russisch-Ukrainischen Krieg gefallene ukrainische Soldaten und Offiziere
- Oleksandr Petrakiwskyj, Offizier (* 1988)

### 2015
- Serhij Zymbal, Soldat (1986–2014, posthum)
- Jewhen Meschewikin, Offizier (* 1982)
- Wassyl Boschok, Offizier (* 1991)
- Ihor Sinytsch, Soldat (1989–2015)
- Oleh Michnjuk, Soldat (1965–2014, posthum)
- Iwan Subkow, Offizier (1973–2015)
- Jurij Kowalenko, Offizier (1977–2014, posthum)
- Wolodymyr Hrynjuk, Offizier (* 1986)
- Oleksandr Porchun, Offizier (* 1987)
- Serhij Sobko, Offizier (* 1984)
- Wassyl Subanytsch, Offizier (* 1983)
- Nadija Sawtschenko, Kampfpilotin (* 1981)[28]
- Dmytro Tschernjawskyj, Freiwilliger der Selbstverteidigung Donezk (1992–2014, posthum)
- Wolodymyr Rybak, Kommunalpolitiker (1971–2014, posthum)
- Jurij Poprawka, Teilnehmer am Euromaidan (1995–2014, posthum)
- Jurij Djakowskyj, Teilnehmer am Euromaidan (1989–2014, posthum)
- Oleksandr Badera, Teilnehmer am Euromaidan (1948–2014, posthum)
- Serhij Schaptala, Oberst (* 1973)
- Olexander Trepak, Oberst (* 1976)
- Ihor Herassymenko, Offizier (* 1984)
- Oleksandr Anischtschenko, Oberst (1969–2014, posthum)

### 2016
- Wiktor Orlenko, Teilnehmer am Euromaidan (1961–2015, posthum)
- Wjatscheslaw Semenow, Offizier (1969–2015, posthum)
- Andrij Kowaltschuk, Offizier (* 1974)
- Walerij Tschybinjejew, Offizier (* 1988)
- Ihor Branowyzkyj, Offizier (1976–2015, posthum)
- Serhij Kolodij, Offizier (1981–2014, posthum)
- Oleksandr Lawrenko, Offizier (1983–2014)
- Wolodymyr Harmatij, Offizier (1992–2014)
- Andrij Tkatschuk, Offizier (* 1986)
- Andrij Snitko, Soldat (1996–2014, posthum)
- Serhij Tabala, Soldat (1995–2014, posthum)
- Mykyta Jarowyj, Offizier (1995–2016, posthum)

### 2017
- Wolodymyr Schemtschuhow, Partisan im Ukrainekrieg (* 1970)[29]
- Andrij Kysylo, Offizier (1993–2017, posthum)[30]
- Wassyl Slipak, Freiwilliger im Ukrainekrieg, Opernsänger (1974–2016, posthum)[31]
- Jewhenij Telnow, Soldat (1961–2015, posthum)[32]
- Reşat Amet, krimtatarisches Mordopfer (1975–2014, posthum)[33]
- Michail Schysneuski, belarussischer Journalist und politischer Aktivist (1988–2014)[34]
- Jewhen Loskot, Offizier (1983–2014, posthum)[35]
- Wassyl Tarasjuk, Offizier (* 1994)[36]
- Maksym Schapowal, Generalmajor (1978–2017, posthum)[37]
- Oleksandr Kapusch, Soldat (1991–2015, posthum)[38]

### 2018
- Jewhen Pikus, Oberst (1979–2014, posthum)[39]
- Oleh Dowhyj, Leutnant (1993–2015, posthum)[40]
- Wolodymyr Sosnin, Leutnant (* 1983)[41]
- Andrij Konopljow, Oberfeldwebel (1977–2015, posthum)[42]

### 2019
- Patriarch Filaret Denyssenko (* 1929)[43]
- Iwan Winnik, Oberstleutnant (* 1985)[44]
- Ihor Momot, Generalmajor (1965–2014, posthum)[45]
- Andrij Sokolenko, Oberst (1973–2015, posthum)[46]
- Dmytro Hontscharenko, Bürgeraktivist, Freiwilliger im Ukrainekrieg, Teilnehmer am Euromaidan (1986–2014, posthum)[47]
- Wassyl Hryzak, Chef des Inlandsgeheimdienstes Sluschba bespeky Ukrajiny (SBU) (* 1967)[48]
- Andrij Wolos, Soldat (1995–2018, posthum)[49]
- Oleksij Ananenko, Maschinenbauingenieur im Kernkraftwerk Tschernobyl, Liquidator (* 1959)[50]
- Walerij Bespalow, Oberingenieur im Kernkraftwerk Tschernobyl, Liquidator (* 1957)[50]
- Borys Baranow, Chef des Kernkraftwerks Tschernobyl, Liquidator (1940–2005, posthum)[50]
- Denys Wolotschajew, Oberst (1981–2019)[51]
- Dmytro Kaplunow, Oberst (1980–2019, posthum)[51]
- Andrij Schuk, Major (1984–2016, posthum)[52]
- Roman Matwijez, Stabsfeldwebel (1989–2016, posthum)[53]

### 2020
- Hanna Bortjuk, Lehrkraft (1976–2019, posthum)[54]
- Serhij Schatochin, Feuerwehrmann (1976–2019, posthum)[54]
- Serhij Mychaltschuk, Stabsunteroffizier (1998–2019)[55]
- Serhij Hubanow, Oberst der Polizei (1975–2020, posthum)[56]
- Taras Matwijiw, Unterleutnant (1989–2020, posthum)[57]
- Andrij Kusmenko, Sänger (1968–2015, posthum)[58]
- Wjatscheslaw Kubrak, Fähnrich (1986–2019, posthum)[59]
- Oleh Korosteljow, Waffenkonstrukteur (* 1949)[60]
- Jurij Rybtschynskyj, Dichter (* 1945)[61]
- Jurij Horajskyj, Soldat (1977–2016, posthum)[62]
- Eduard Atraschkewytsch, Oberfähnrich (* 1974)[63]
- Oleksandr Dehtjarew, Raumfahrtingenieur (1951–2020, posthum)[64]
- Ihor Filiptschuk, Soldat (1982–2014, posthum)[65]
- Wolodymyr Haponenko, Flugkapitän (1969–2020, posthum)[66]
- Denys Lychno, Flugbegleiter (1995–2020, posthum)[66]
- Ihor Matkow, Kabinenchef (1985–2020, posthum)[66]
- Marija Mykytjuk, Flugbegleiterin (1995–2020, posthum)[66]
- Oleksij Naumkin, Flugkapitän, Fluglehrer (1977–2020, posthum)[66]
- Walerija Owtscharuk, Flugbegleiterin (1991–2020, posthum)[66]
- Julija Solohub, Flugbegleiterin (1994–2020, posthum)[66]
- Kateryna Statnik, Kabinenchefin (1992–2020, posthum)[66]
- Serhij Chomenko, Kopilot (1971–2020, posthum)[66]

### 2021
- Serhij Bilous, Soldat (1974–2014, posthum)[67]
- Maksym Rydsanytsch, Soldat (1977–2015, posthum)
- Jewhen Sydorenko, Oberst (* ca. 1972)
- Nasarij Jaremtschuk, Sänger und Volkskünstler (1951–1995, posthum)
- Wolodymyr Horbulin, Wissenschaftler und Politiker (* 1939)[68]
- Illja Helfhat, Pädagoge und Physiker (* 1951)
- Swjatoslaw Horbenko, Soldat (1994–2014, posthum)
- Wiktor Hurnjak, Fotojournalist und Soldat (1987–2014, posthum)
- Maksym Krypak, Paraschwimmer (* 1995)
- Illja Lewitas, Bürgerrechtler und Historiker (1931–2014, posthum)
- Mykola Werchogljad, Oberst (1954–2021, posthum)
- Rustam Chamrajew, Soldat (1975–2014, posthum)
- Dmytro Kozjubajlo, Spitzname „Da Vinci“, urspr. Freiwilliger des Freiwilligenkorps (DUK PS), später Unterleutnant und Kommandeur des „1. separaten mechanisierten „Da Vincis Wölfe“ Bataillons“ der „67. selbständigen mechanisierten Brigade“ des rechtsextrem-nationalistischen, jedoch ethnisch-sprachlich heterogenen, Prawyj Sektor (Rechten Sektor) (1995–2023)
- Petro Polyzjak, Soldat (1992–2015, posthum)
- Ihor Poklad, Komponist, Volkskünstler der Ukraine (* 1941)
- Pawlo Piwowarenko, Oberst (1975–2014, posthum)
- Leonid Kindselskyj, Mediziner (1932–1999, posthum)

### 2022
- Witalij Skakun, Marinesoldat (1996–2022, posthum)[69]
- Inna Derussowa, Unteroffizierin und Militärsanitäterin (1970–2022, posthum)
- Kateryna Stupnyzka, Militärmedizinerin und Unteroffizierin (1996–2022, posthum)
- mindestens weitere 148 am Russisch-Ukrainischen Krieg beteiligte, teilweise gefallene, ukrainische Soldaten und Offiziere

### 2024
- Walerij Saluschnyj, Oberkommandierender der Streitkräfte der Ukraine von Juli 2021 bis Februar 2024 (* 1973)
- Kyrylo Budanow, Direktor des Militärnachrichtendienstes der Ukraine seit 2020 (* 1986)
- Andrij Pilschtschykow, Kampfpilot (1993–2023, posthum)
- weitere am Russisch-Ukrainischen Krieg beteiligte, teilweise gefallene, ukrainische Soldaten und Offiziere[70]

### 2025
- Oleksij Mes, Kampfpilot (1993–2024, posthum)[71]
- Andrij Antychowytsch, Kampfpilot (1996–2022, posthum)